# William Randal Cremer

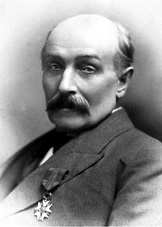
William Randal Cremer

William Randal Cremer (* 18. März 1828 in Fareham; † 22. Juli 1908 in London) war ein britischer Politiker. Gemeinsam mit Frédéric Passy gründete er 1889 die „Interparlamentarische Union für internationale Schiedsgerichtsbarkeit“ und erhielt dafür den Friedensnobelpreis 1903.

## Leben

### Frühe Jahre
Cremer wurde in Fareham, in der Nähe von Portsmouth, England, als Kind einer Arbeiterfamilie geboren. Noch während seiner Kindheit verließ sein Vater, der Wappenmaler George Morris Cremer, die Familie, und seine Mutter Harriett musste William und seine beiden Schwestern alleine durchbringen. Cremer arbeitete bereits mit zwölf Jahren in einer Werft, mit 15 bekam er eine Lehrstelle bei seinem Onkel als Zimmermann. 1852 bekam er eine Anstellung in Brighton, woraufhin er nach London zog. Hier schloss er sich der Gewerkschaftsbewegung an und wurde einer der führenden Gewerkschafter.

### Arbeit als Gewerkschafter und Arbeitervertreter
Im Jahr 1858 wurde er in das Gremium zur Einführung des 9-Stunden-Tages gewählt. 1859 war er Mitgründer der „Amalgamated Carpenters' and Joiners' Union“, der Gewerkschaft der Zimmerleute und Tischler. 1863 organisierte Cremer eine Protestkundgebung gegen die mit den amerikanischen Südstaaten sympathisierende Regierung Großbritanniens und war Mitglied eines Arbeiterkomitees, welches die amerikanischen Nordstaaten im Kampf gegen die Sklaverei unterstützte. Gemeinsam mit Karl Marx war er 1864 Mitbegründer der Internationalen Arbeiter-Assoziation, deren Generalsekretär er von 1865 bis 1867 war. In dieser Funktion war er Delegierter der britischen Sektion beim Treffen der Internationalen Arbeiter-Assoziation 1866, auf dem er sich für kürzere Arbeitszeiten und höhere Löhne aussprach, sich allerdings gegen die Pläne Karl Marx zur Revolution wendete. Im Anschluss an das Treffen brach er den Kontakt mit der „Internationalen“ ab.
Als Befürworter von Verhandlungsstrategien war Cremer der Meinung, dass Streiks vermeidbar sind und auch internationale Konflikte nur durch Verhandlungen gelöst werden können. Als Folge dieser Denkweise widmete er sich verstärkt der Friedensarbeit und gründete während des Deutsch-Französischen Krieges 1870 bis 1871 die Workman's Peace Association, die später in die Internationale Liga für Schiedsgerichtsbarkeit aufging. Er war bis 1903 Generalsekretär dieser Vereinigung.

### Politische Arbeit für die internationale Schiedsgerichtsbarkeit
1868 und 1874 stellte er sich jeweils erfolglos zur Wahl für ein Mandat im britischen Unterhaus. Ab 1875 wurde er dann doch Abgeordneter, zunächst bis 1895 und ein weiteres Mal von 1900 bis zu seinem Tod. 1889 gründete er die Interparlamentarische Union zusammen mit dem französischen Pazifisten Frédéric Passy in Paris und wurde Vizepräsident und Sekretär der britischen Fraktion. Dadurch war er maßgeblich daran beteiligt, dass zahlreiche Schiedsgerichtsverträge zwischen europäischen und überseeischen Staaten abgeschlossen wurden. Beim Burenkrieg, den England von 1899 bis 1902 gegen die südafrikanischen Burenstaaten führte, verzichtete das Land allerdings auf einen Schiedsgerichtsvertrag und wurde von Cremer entsprechend lautstark kritisiert. Er bezeichnete den Krieg als Angriff gegen die Freiheit und Humanität, gelangte damit jedoch in die Kritik der britischen Presse.
1903 erhielt er den Friedensnobelpreis für seine internationalen Schlichtungserfolge. Das Preisgeld spendete er fast vollständig an die Internationale Liga für Schiedsgerichtsbarkeit. 1907 wurde er in den Adelsstand erhoben, nachdem ihm der König Eduard VII. erlaubt hatte, in ziviler Kleidung und vor allem ohne ein Schwert an der Zeremonie des Ritterschlages teilzunehmen. Aus seinen beiden Ehen (seine erste Frau starb 1876, die zweite 1884) entstammten keine Kinder. Er starb 1908 an einer Lungenentzündung.